# 圣弥额尔圣殿 (克雷莫纳)

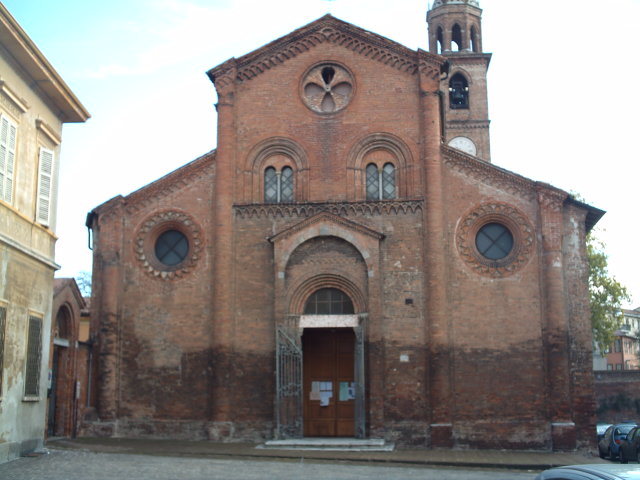

圣弥额尔圣殿是一座罗马式风格的罗马天主教堂，位于意大利伦巴第大区克雷莫納市。
根据传统，该堂是由供奉总领天使圣弥额尔的伦巴第人建造。但是，在伦巴第统治克雷莫纳之前的8世纪，已有该堂的记载。
11世纪建造了新教堂。13世纪建造新的钟楼，中殿采用尖拱。
在正祭台右侧，有一尊雕像《圣弥额尔征服野兽》。